# Kerkpleinbrug
De Kerkpleinbrug is een vaste stenen brug uit 1983 in de Nederlandse stad Leiden. De brug verbindt de Kerksteeg met de Oosterkerksteeg en overbrugt de Herengracht. De brug is genoemd naar het plein van de Oosterkerk die ten zuidoosten van de brug lag.

## Typering
De Kerkpleinbrug is een vaste stenen welf- en plaatbrug bestaande uit twee cirkelbogen van beton bekleed met metselwerk en zandsteen en een rechthoekige middendoorvaart gedekt met een betonplaat "bekleed" met gietijzeren zijliggers. De rijwegbreedte is 9 m met aan weerszijden trottoirs van 1,5 m.

## Geschiedenis
De huidige Herengracht is in 1658 - 1659 gegraven. In 1662 werd vervolgens de eerste brug op deze locatie gebouwd. Oorspronkelijk was de brug in het midden tussen de twee boogoverspanningen voorzien van een dubbele houten ophaalbrug. In 1793 werd die vervangen door een ijzeren overspanning. In 1867 volgde een algehele vernieuwing. In 1953 en 1955 werd de brug gerepareerd en ten slotte in 1983 volledig vervangen, waarbij ook de oude paaltjesfundering werd getrokken. De brug is herbouwd naar de situatie van 1867, waarbij de brug uit beton op een houten paalfundering werd gebouwd met metselwerk bekleding boven de waterlijn.
De brug is sinds 1968 ingeschreven in het monumentenregister als rijksmonument.
In de binnenstad:

Aeldisbrug ·
Alkemadebrug ·
Asschuurbrug ·
Blauwpoortsbrug ·
Blekersbrug ·
Bostelbrug ·
Catharinabrug ·
Derde Waardbrug ·
Doelenbrug ·
Doelengrachtsbrug ·
Doelenpoortsbrug ·
Dullebrug ·
Franciskanerbrug ·
Gansoordbrug ·
Gepekte Brug ·
Groenebrug ·
Groenhazenbrug ·
Grofsmederijbrug ·
Grote Havenbrug ·
Hapynionbrug ·
Helarbrug ·
Herenbrug ·
Herenpoortsbrug ·
Hogewoerdsbrug ·
Hoogeveensbrug ·
Huigbrug ·
Hulpwerfbrug ·
Jan van Houtbrug ·
Jan Vossenbrug ·
Karnemelksbrug ·
Katoenbrug ·
Kazernebrug ·
Kerkbrug ·
Kerkpleinbrug ·
Kippenbrug ·
Kleine Havenbrug ·
Kleine Paterbrug ·
Koepoortsbrug ·
Koornbrug ·
Koningsbrug ·
Kraaierbrug ·
Laatste Brug ·
Lijsbethbrug ·
Looiersbrug ·
Lourisbrug ·
Loviumbrug ·
Marebrug ·
Marepoortsbrug ·
Mecklenburgerbrug ·
Minnebroersbrug ·
Molensteegbrug ·
Morspoortbrug ·
Nassaubrug ·
Neksluisbrug ·
Nieuwsteegbrug ·
Nonnenbrug ·
Noordeindsbrug ·
Noord-Kijfbrug ·
Oranjebrug ·
Paterbrug ·
Pauwbrug ·
Poppebrug ·
Rembrandtbrug ·
Reuvensbrug ·
Rijnbrug ·
Rijnsburgerbrug ·
Scheluwbrug ·
Singelbrug ·
Sint Jansbrug ·
Sint Jeroensbrug ·
Sint Sebastiaansbrug ·
Stadsmolensluis ·
Tapijtkloppersbrug ·
Trekvaartbrug ·
Turfmarktsbrug ·
Tweede Waardbrug ·
Utrechtse Brug ·
Valkbrug ·
Van Disselbrug ·
Verversbrug ·
Vierde Waardbrug ·
Visbrug ·
Vlietbrug ·
Vreewijkbrug ·
Warmonderbrug ·
Weverbrug · 
Wijnbrug ·
Wisenniabrug ·
Wittepoortsbrug ·
Zijlpoortsbrug ·
Zuid-Kijfbrug ·
Zuidsingelbrug
Overige bruggen:

Groenhovenbrug ·
Haagbrug ·
Haagsche Schouwbrug ·
Hoflandbrug ·
Hooghkamerbrug ·
Jaagbrug ·
Jan van Goyenbrug ·
Julius Caesarbrug ·
Kanaalbrug · 
Lammebrug ·
Oud-Hortuszichtbrug ·
Trekvlietbrug ·
Schrijversbrug ·
Spanjaardsbrug ·
Spoorbrug RSK ·
Spoorbrug De Vink ·
Staatsspoorbrug ·
Stevensbrug ·
Stevenshofbrug ·
Sumatrabrug ·
Waddingerbrug ·
Wilhelminabrug ·
Wouterenbrug ·
Zijlbrug